# جرانيروس
جرانيروس هي بلدية ومدينة في وسط تشيلي ، في مقاطعة كاتشبوال ، في إقليم أوهيغينز ، وتبلغ مساحتها 113 كيلومترًا مربعًا ، تقع على مسافة 74.36 كم من سانتياغو و 11.97 كم من رانكاغوا . بجانب موستازال وكوديجوا ، تدمج المنطقة الجزء الشمالي لإقليم أوهيغينز ، كونها النواة الحضرية الرئيسية التنمية الزراعية والصناعية والتجارية والخدمية .